# Reichsbank-Goldschatz von Merkers

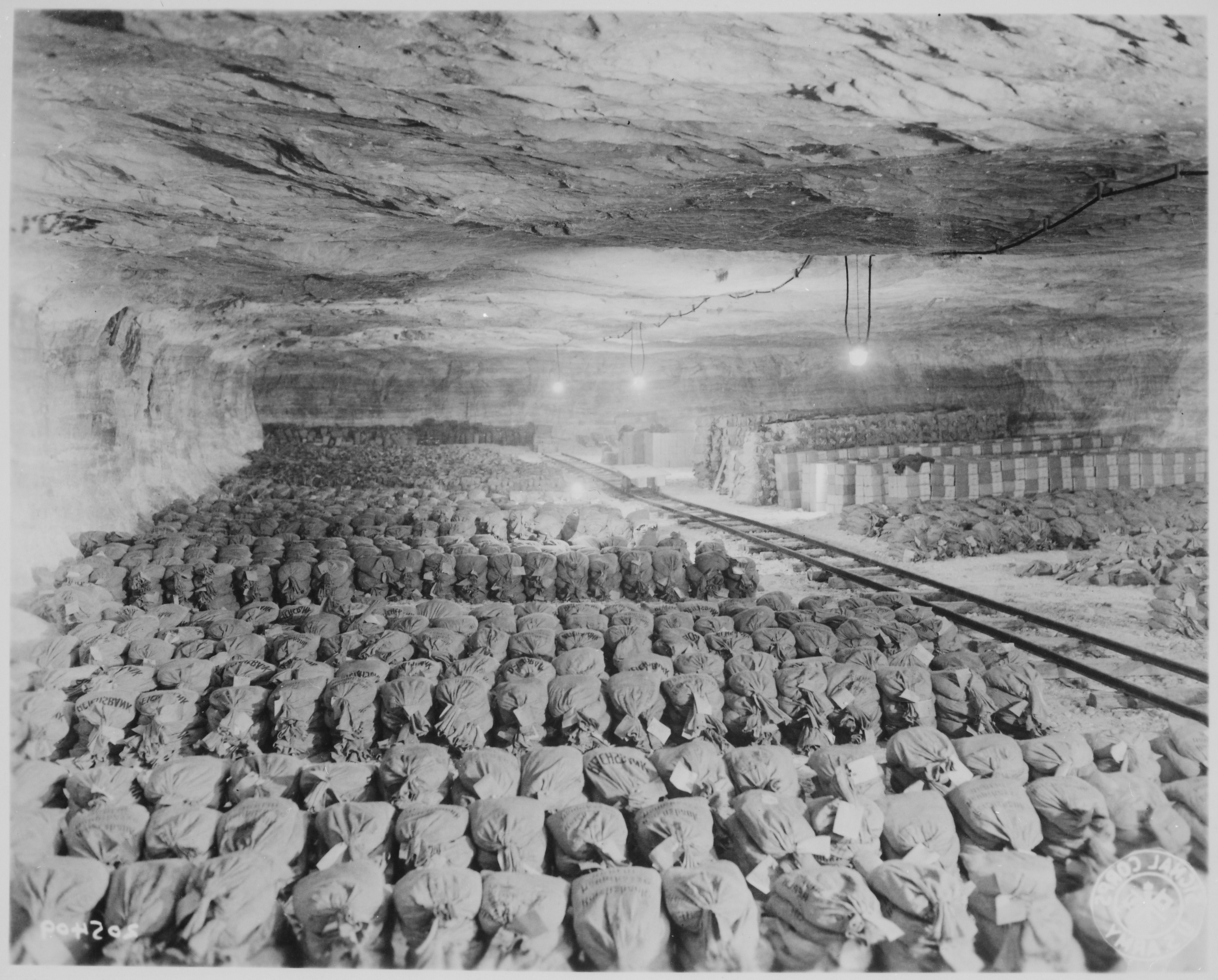
Blick in den „Goldraum“, 15. April 1945

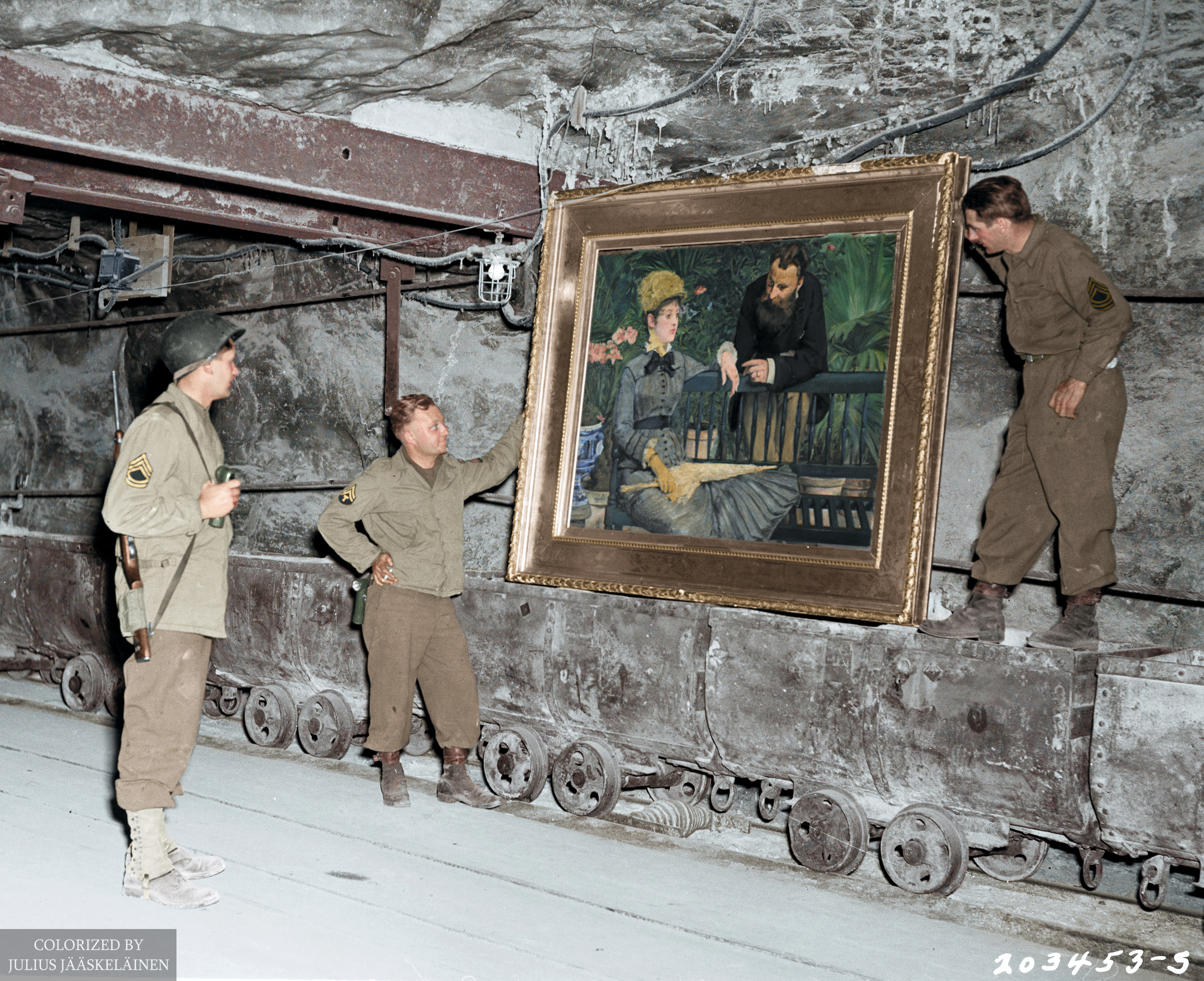
Manets Wintergarten in Merkers, 25. April 1945

Der Reichsbank-Goldschatz von Merkers war eine am Ende des Zweiten Weltkriegs von den Nationalsozialisten in den Schachtanlagen des Werra-Fulda-Kalireviers in der Nähe der thüringischen Ortschaft Merkers deponierte große Menge von Gold und Bargeld aus Beständen der Reichsbank wie auch von anderen Wertsachen und Vermögenswerten, darunter zahlreiche Kunstwerke und Raubgold.

## Vorgeschichte
Während des Zweiten Weltkriegs befand sich der Großteil der deutschen Goldreserven in den Depots der Reichsbank in Berlin. Ab 1943 wurden dann Teile auf verschiedene Zweigstellen im Reichsgebiet verteilt und mit der Zunahme der amerikanischen Luftangriffe auf Berlin wurden weitere Teile der Goldreserven sowie größere Mengen an Bargeld zu Zweigstellen in Mittel- und Süddeutschland gebracht.
Nachdem durch einen Luftangriff auf Berlin am 3. Februar 1945 die Gebäude der Reichsbank schwer beschädigt und insbesondere die Druckanlagen für Papiergeld zerstört worden waren, entschied Walther Funk, damals Reichswirtschaftsminister und Reichsbankpräsident, den Großteil der Goldreserven und einen erheblichen Teil der Währungsreserven im Kalibergwerk von Merkers einzulagern. Am 11. Februar wurden die Goldreserven, auch die von den Zweigstellen nach Berlin zurückgebrachten Bestände, sowie Bargeld im Wert von einer Milliarde Reichsmark sowie umfangreiche Fremdwährungsbestände mit der Reichsbahn nach Merkers befördert und dort im Bergwerk in einem als Raum Nr. 8 bezeichneten besonders gesicherten Gewölbe des Salzstocks aufgestapelt.
Neben Gold und Geld wurden auch mehrere Beamte der Reichsbank zur Sicherung und Überwachung der Einlagerung nach Thüringen entsandt, darunter Werner Veick, der Hauptkassierer der Reichsbank-Auslandsnotenabteilung, und Otto Reimer, Hauptkassierer in der Reichsmarkabteilung. Vom Bergwerk in Merkers aus erfolgten dann Bargeldsendungen zu Zweigstellen im Reichsgebiet und nach Berlin.
Auch die SS wünschte das Raubgold und andere den Gefangenen der Konzentrationslager entwendete Wertsachen sicher untergebracht zu wissen. Zu diesem Zweck erfolgten vom 26. August 1942 bis zum 27. Januar 1945 insgesamt 26 Einlieferungen von Raubgut und -vermögen an die Reichsbank, die dort einem Konto „Melmers“ zugeordnet wurden, benannt nach SS-Hauptsturmführer Bruno Melmer, Leiter der so genannten Amtskasse bei der Abteilung A II des SS-Wirtschafts- und Verwaltungshauptamts (WVHA), die für die wirtschaftliche Verwertung des Raubgutes zuständig war. Nach dem Verkauf der Vermögenswerte wurde der erzielte Gewinn einem Konto „Max Heiliger“ gutgeschrieben, hinter dem der Reichsführer SS Heinrich Himmler stand. Anfang 1945 war ein großer Teil der Beute zwar bereits eingeschmolzen oder anderweitig verwertet, es befanden sich aber immer noch erhebliche Mengen im Besitz der Reichsbank. Dazu gehört alle möglichen Arten von Gegenständen aus Gold oder Silber, Münzen, Barren, Schmuck und Juwelen, aber auch Zahngold. All das wurde in Säcke und Kisten und Koffer verpackt und am 18. März unter Aufsicht von Albert Thoms, Leiter der Abteilung Edelmetalle der Reichsbank, mit der Reichsbahn nach Merkers geschickt.
Aber auch die Kunstschätze des Reiches wollten geschützt sein. Auf Anordnung des Reichsministeriums für Wissenschaft, Erziehung und Volksbildung wurde zunächst am 16. März eine Sendung von Kunstwerken aus dem Kaiser-Friedrich-Museum in eine Schachtanlage im einige Kilometer westlich gelegenen Ransbach gebracht. Dort stellte aber Paul Ortwin Rave, Direktor der Berliner Nationalgalerie und mit der Betreuung der Kunstschätze betraut, fest, dass die dortigen Räume für die einzulagernden Kunstwerke nicht geeignet waren, und so wurde entschieden, dass auch die Kunstwerke in den Schachtanlagen bei Merkers eingelagert werden sollten. Zwischen dem 20. und dem 31. März wurde ein Viertel der wichtigsten Werke aus den preußischen Staatsmuseen nach Merkers gebracht, darunter auch die Büste der Nofretete, Riemenschneiders Vier Evangelisten sowie Werke von Rembrandt, Dürer, Rubens, Boticelli und Manet. Neben den Kunstwerken aus Museen wurden auch noch andere „Reliquien“ deutscher Geschichte in Merkers eingelagert, namentlich die Gebeine von Friedrich dem Großen sowie – nach der Zerstörung des Tannenberg-Denkmals durch deutsche Truppen, wo diese bis dahin bestattet waren – die sterblichen Überreste des Reichspräsidenten Paul von Hindenburg und seiner Frau.
Als durch den schnellen Vorstoß der 3. US-Armee unter George S. Patton die Schätze bedroht schienen, beschloss man, alles zurück nach Berlin zu schaffen, was jedoch durch die Osterfeiertage behindert wurde, an denen die Reichsbahn nicht fuhr. Am Ostersonntag, dem 1. April, gab man den Plan auf, die Goldvorräte fortzuschaffen, und versuchte, wenigstens die Reichsmark-Bestände auszulagern, die in manchen Gebieten des Reiches knapp wurden. Am 2. April erhielten Thoms, Reimer und der Reichsbankdirektor Karl Frommknecht den Auftrag, die Auslagerung und Verteilung zu organisieren. Zusammen mit einigen Angestellten der Reichsbank wurde ein Laster mit 200 Millionen Reichsmark und Fremdwährungsbeständen für Magdeburg, Halle und Berlin beladen und fuhr ab, mit einem Mann namens Kaese am Steuer.
Anschließend schafften sie mit Hilfe einer Gruppe polnischer Zwangsarbeiter weitere Bargeldbestände nach Bad Salzungen, wo sie einen Eisenbahnwaggon damit beluden. Als sie erfuhren, dass eine Bahnbrücke gesprengt worden war, brachten sie das Geld wieder zurück nach Merkers. Am Morgen des 4. April wurde noch der Versuch unternommen, das Geld wieder in das Bergwerk zu bringen, der Lagerraum war jedoch versperrt und Frommknecht, der den Schlüssel hatte, war bereits geflohen zusammen mit Thoms, der bald darauf von den Amerikanern gefangen wurde. Dann trafen die ersten amerikanischen Soldaten in Merkers ein, die sich aber für die immer noch fortgesetzten Geldtransporte hinab in das Bergwerk zunächst nicht interessierten.

## Auffindung

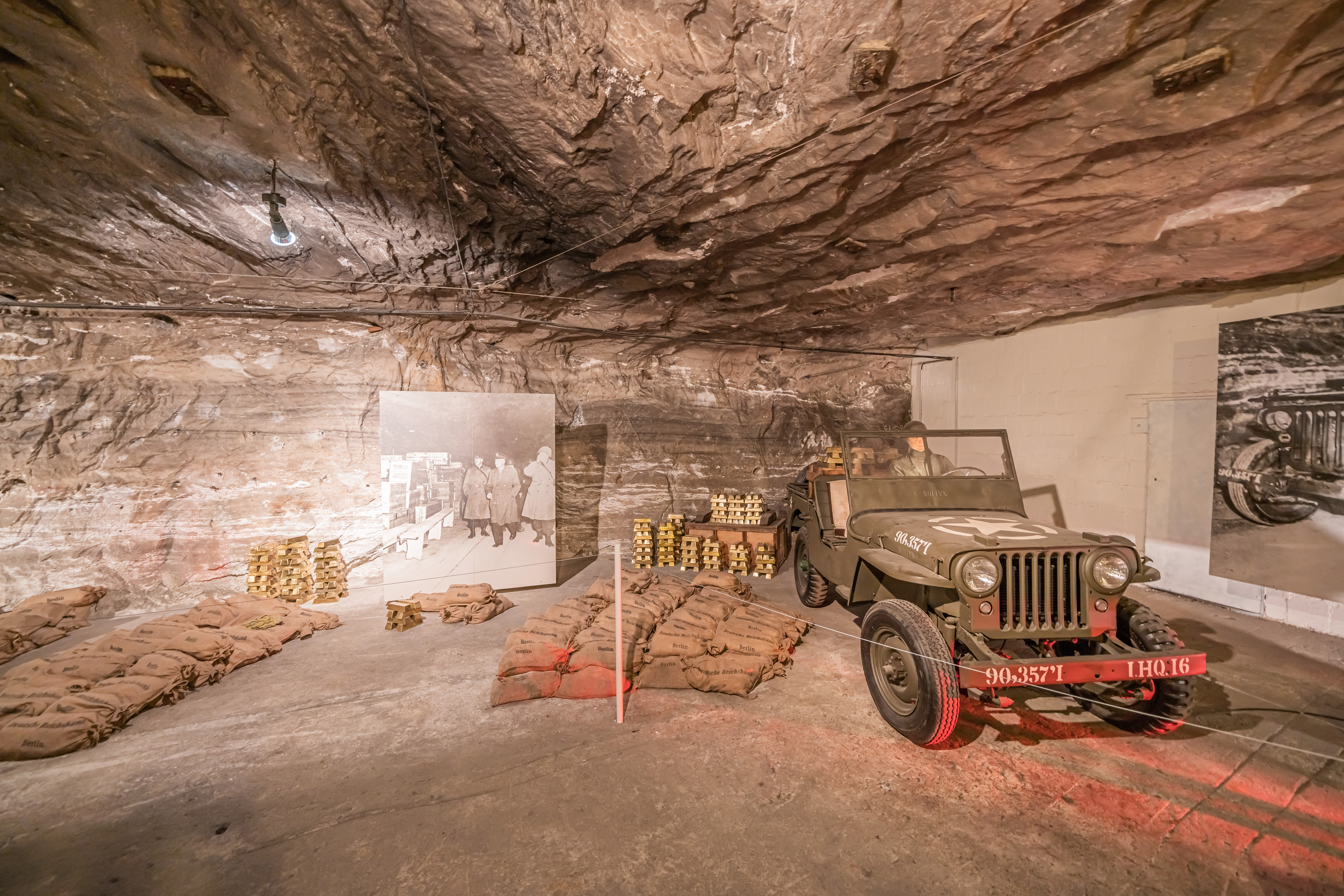
Rekonstruierter „Goldraum“ im Erlebnisbergwerk Merkers

Seit Ende März rückte die 3. US-Armee unter General Patton schnell ins Innere Deutschlands vor, von Frankfurt am Main aus nordöstlich in Richtung Gotha, in das Gebiet der späteren sowjetischen Besatzungszone.
Die Ortschaft Merkers wurde am 4. April 1945 vom 3. Bataillon des 358. Infanterie-Regiments der 90. US-Infanterie-Division der 3. US-Armee eingenommen. Der Kommandoposten der Division wurde in Kieselbach eingerichtet.
Kurz darauf erfuhren eingebettete Angehörige der amerikanischen Nachrichtendienste bei Verhören von DPs (displaced persons, befreite Kriegsgefangene bzw. Zwangsarbeiter) von Gerüchten, wonach Gold in den Grubenbauen des Bergwerks eingelagert worden sei. Man schenkte den Gerüchten jedoch zunächst keine besondere Beachtung. Immerhin wurde darauf der Zugang von Zivilisten zu den Schachtanlagen beschränkt. Die Einlagerung selbst erfolgte im Grubenfeld Kaiseroda II/III in Merkers.
In Gang kam die Untersuchung erst, als in der Nacht vom 5. auf den 6. April ein Wachtposten nach Beginn der Ausgangssperre zwei Frauen aufgriff, eine von ihnen schwanger. Sie waren angeblich auf der Suche nach einer Hebamme und erzählten beiläufig vom Schatz im Bergwerk. Befragungen durch Lt. Col. William A. Russell vom 90. US-Infanterie-Regiment am folgenden Tag bestätigten die Geschichte und führten zur Vernehmung des Reichsbankbeamten Veick und des Museumskurators Rave, die in der Nähe in einem Hotel gefunden wurden. Veick bestätigte schließlich, dass sich in dem Bergwerk die Währungsreserven der Reichsbank befänden.
Nun wurde Verstärkung zum Schutz des Bergwerks und der Schätze gerufen, das 712. Panzer-Bataillon wurde nach Merkers geschickt und das Bergwerk wurde außerdem von der Militärpolizei der 90. US-Infanterie-Division bewacht. Bald stellte sich aber heraus, dass diese Maßnahmen nicht ausreichend waren, da die Bergwerksanlagen unterirdisch verbunden waren und es nicht genügte, nur den Zugang in Merkers zu kontrollieren. Daraufhin wurde die Bewachung weiter durch ein Bataillon des 357. Infanterie-Regiments verstärkt und schließlich wurden Zugänge zu Schachtanlagen nicht nur in Merkers, sondern auch in Kaiseroda, Dietlas, Leimbach, Ransbach, Springen und Stadtlengsfeld unter Bewachung gestellt.
Am gleichen Tag erfuhr General Patton von dem Fund, ordnete aber Stillschweigen an, bis es eine definitive Bestätigung geben würde.
Am 7. April fuhren William A. Russell von der 90. US-Infanterie-Division in Begleitung von weiteren Offizieren und Armeephotographen zusammen mit Museumskurator Rave und Firmenvertretern in das Bergwerk, wo sie außerhalb des Lagerraums 550 Säcke mit Bargeld fanden. Der Zugang zum Lagerraum selbst war vermauert und durch eine Tresortür gesichert. Am 8. April wurde die Mauer dann auf Befehl Pattons von Armeeingenieuren gesprengt. Der dahinter liegende Raum Nr. 8 war etwa 25 m breit, 50 m lang und 4 m hoch. Eine Schienenbahn für Transportkarren verlief der Länge nach durch den Raum und rechts und links waren in Reihen Säcke mit Gold gestapelt, insgesamt über 7000. Entlang einer Seite des Gewölbes waren Geldbündel aufgestapelt, außerdem Goldwaagen und andere Geräte der Reichsbank. Am hinteren Ende des Raumes waren 18 Säcke und 189 Koffer und Kisten, jeder der Behälter trug einen Packzettel mit dem Inhalt und ein Etikett mit dem Namen „Melmer“. Es handelte sich offenbar um Raubgut der SS.
Die vorläufige Bestandsaufnahme ergab 8198 Goldbarren, 55 Kisten mit Goldbarren in Kisten, Hunderte von Säcken mit Goldgegenständen, über 1300 Säcke mit deutschem, britischem und französischem Münzgold, 711 Säcke mit amerikanischen Zwanzig-Dollar-Goldmünzen, Hunderte von Säcken mit diversen Gold- und Silbermünzen und ausländischer Währung, 9 Säcke mit wertvollen Münzen, 2380 Säcke und 1300 Kisten mit Reichsmark (2,76 Milliarden Reichsmark), Silberbarren und Silberblech und ein Sack mit sechs Platinbarren. Während der Inhalt des Schatzgewölbes noch untersucht und erfasst wurde, fand man in weiteren Tunneln eine große Anzahl von Kunstwerken.
Noch am 8. April erschienen in den US-amerikanischen Zeitungen die ersten Meldungen über den Fund des sagenhaften Nazi-Schatzes von 100 Tonnen Gold. Daraufhin informierte Patton General Omar N. Bradley, den Kommandeur der 12. Armeegruppe, wobei er die Ansicht vertrat, wegen der Größe des Fundes und die Zeitungsberichte sei es nun erforderlich, dass SHAEF, das Hauptquartier unter General Eisenhower, sich der Sache annehme.

## Aufarbeitung
Kurz nachdem er die ersten Berichte über den Fund gelesen hatte, kontaktierte Col. Bernard D. Bernstein, ein Finanzexperte im Hauptquartier in Paris, den zuständigen Offizier, Lt. Col. Tupper Barrett von der 12th Army Group. Nach einigen Kommunikationsschwierigkeiten, da die Offiziere ständig unterwegs waren, wurde Bernstein von Eisenhower beauftragt, sich um den Fund in Merkers zu kümmern. Am 9. April wurde entschieden, dass Bernstein sich zusammen mit Lt. Col. Carl L. Morris umgehend nach Merkers begeben sollte, wo sie den Transport des Schatzes an einen sicheren Ort weiter hinter der Front organisieren sollten. Insbesondere sollten sie einen geeigneten Ort für die Einlagerung finden. Hierfür waren die Festung Ehrenbreitstein und die Depots der Reichsbankfiliale in Frankfurt am Main im Gespräch. Da Frankfurt als Hauptquartier der amerikanischen Besatzungstruppen in Deutschland vorgesehen war und in Ehrenbreitstein kein Platz war, wurde beschlossen, den Schatz nach Frankfurt zu transportieren. Das sollte möglichst bald geschehen, da nach dem Vertrag von Jalta das Gebiet von Merkers nach Kriegsende den Russen zufallen sollte.
Am 11. April trafen die Offiziere Lt. George Stout und Lt. Col. Geoffrey Webb in Merkers ein, die sich um die Erfassung der Kunstschätze und deren Transport kümmern sollten. Stout war vor seinem Militärdienst Chefkonservator am Fogg Art Museum der Harvard University und galt als Experte für den Transport von Kunstwerken.

Dwight D. Eisenhower (rechts), Kommandeur der alliierten Streitkräfte, zusammen mit den Generälen Omar N. Bradley (links) und George S. Patton (hinter Eisenhower) bei der Inspektion der aufgefundenen Kunstschätze

Am 12. April wurde Bernstein ein Besuch Pattons angekündigt. Man sollte eine Besichtigung von Bergwerk und Schatz vorbereiten. Zusammen mit Patton trafen auch Eisenhower und Bradley ein. Sie fuhren in das Bergwerk ein und betraten dort den Raum Nr. 8, wo sie das Reichsbankgold sahen, aber auch das Raubgut der SS. Eisenhower zeigte sich vor allem beeindruckt von den Kisten und Koffern, gefüllt mit platt gehämmertem Gold- und Silberzeug, aber auch Zähnen mit Goldfüllungen, offenbar von Insassen der Konzentrationslager stammend.

Am 14. April begann der Transport und dem Codenamen TASK FORCE WHITNEY. Das Material wurde aus dem Bergwerk nach oben transportiert und auf 32 Zehntonner-Lastwagen verladen, wobei die Bestände genau erfasst und inventarisiert wurden. Insgesamt wurden verladen:
- 3.862 Säcke und Kartons mit deutscher Währung
- 80 Säcke mit ausländischer Währung
- 4.174 Säcke mit 8.307 Goldbarren
- 55 Kisten mit Goldbarren
- 3.326 Säcke mit Goldmünzen
- 33 Säcke mit Silber
- 1 Sack mit Platinbarren
- 8 Säcke Goldringe
- 207 Säcke und Behälter mit SS-Raubgut

Die Verladung der Kunstschätze, etwa 400 Tonnen Material, sollte ab dem 16. April erfolgen. Einige unverpackte Gemälde wurden zum Schutz in Armeemäntel aus Schafwolle gewickelte, die man in einem anderen Bergwerk gefunden hatte.
Der Lastwagenkonvoi mit den Kunstwerken, 26 Zehntonner, fuhr unter dem Codenamen TASK FORCE HANSEN und kam am 17. April in Frankfurt an.
Dort begann dann die genauere Erfassung und Aufarbeitung. Einer vorläufigen Schätzung zufolge betrug der Wert des Goldes und der Währung 520 Millionen Dollar, entsprechend ungefähr 8,7 Milliarden Dollar 2023. Nachdem man in dem Bergwerk auch Aufstellungen über die Goldbestände der Reichsbank gefunden hatte, konnte im Sommer festgestellt werden, dass die Amerikaner davon 98,6 % gefunden hatten. Darüber hinaus wurde festgestellt, dass ein erheblicher Teil der gefundenen Wertsachen Raubgut sei, man es für eine spätere kriminelle Verfolgung der Verantwortlichen zu dokumentieren habe und Vorkehrungen treffen müsse, es den rechtmäßigen Besitzern zurückzuerstatten.
Das Gold aus Merkers wurde Anfang 1946 der Inter-Allied Reparation Agency und schließlich der Tripartite Commission for the Restitution of Monetary Gold (TGC) übergeben, deren Aufgabe es war, das vom Deutschen Reich entführte oder geraubte Währungsgold an die Ursprungsländer zurückzugeben. Das SS-Raubgut wurde an die Preparatory Commission of the International Restitution Organization übergeben.
Bei der London Conference on Nazi Gold von 1997 erklärten einige Länder, ihre Ansprüche auf die verbleibenden 5,5 Tonnen Gold aufzugeben, die sich noch im Besitz der TGC befanden, um sie dem Nazi Persecution Relief Fund zur Verfügung zu stellen, der damit Überlebende des Holocaust unterstützen sollte.